# Winterization
Winterization (укр. утеплення) від УВКБ ООН — це план для забезпечення добробуту біженців, внутрішньо переміщених осіб та інших осіб, які постраждали від війни в Україні, перед обличчям другої зими після повномасштабного вторгнення в Україну, з додатковими проблемами, пов'язаними з суворими умовами сезону та зростання вартості життя в Україні.

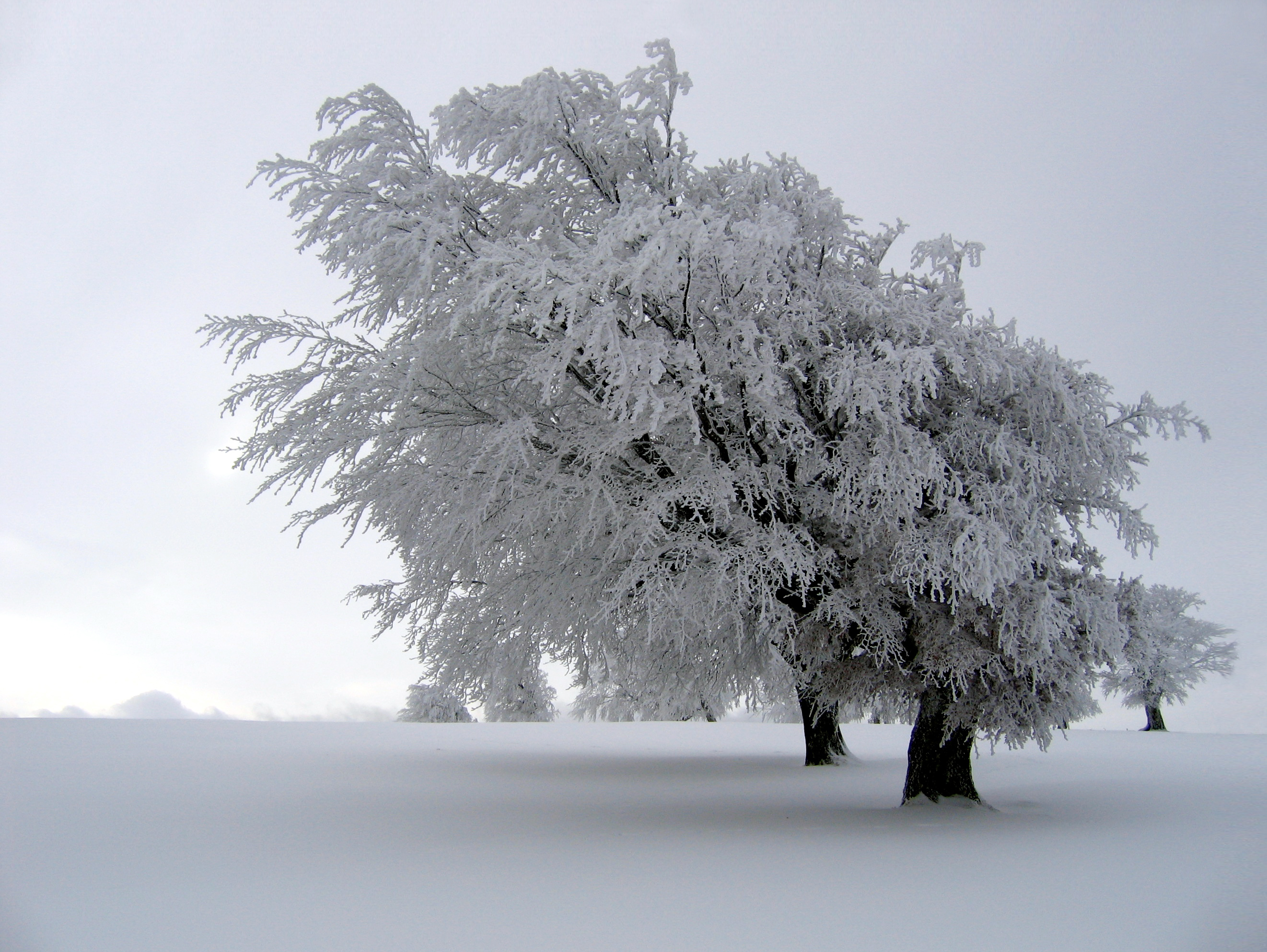
Зображення жорстокої зими no cap

## Бюджет
Загальні прогнозовані витрати за планом Winterization віл УВКБ ООН для України становлять 123 млн доларів США.

## Обсяг
УВКБ ООН відзначило пріоритетом 900 000 уразливих, переміщених осіб та постраждалих від війни людей в Україні для зимової допомоги з вересня 2023 року по лютий 2024 року.

## Форма допомоги
Грошова допомога є переважаючою формою надання допомоги населенню для задоволення потреб, пов'язаних із зимою, включно із витратами на електроенергію та оренду. Там, де застосування готівки для допомоги неможливе, УВКБ ООН та партнери роздадуть обігрівачі та непродовольчі товари та нададуть притулок, щоб допомогти сім'ям залишатися в теплі та безпеці в місцях спільного користування.

## Доступність
Бригади охорони відвідуватимуть оселі та сільську місцевість, тому постраждалі, що не будуть в змозі подорожувати, зможуть продовжувати отримувати необхідну допомогу та послуги від УВКБ ООН.

## Плановість
У співпраці з урядами та партнерами УВКБ ООН координує Міжвідомчий план підготовки до зими та є частиною Плану реагування на зимовий період України.

## Цілі
1. Надати 450-ом тисячам людей грошову допомогу на зимові енергетичні потреби.
2. Надати 15 750-ом особам житло та утеплення. Це включає плату за оренду 1350 приміщень домогосподарств, які зараз перебувають в громадських місцях, за набори швидкого тепла для 3000 домогосподарств, які проживають у будинках із поганою ізоляцією; та 938 обігрівачів на твердому паливі для встановлення в сільських оселях.
3. Охопити 250 000 людей зимовими непродовольчими товарами, що також включають високі термоковдри, кухонні комплекси, матраци, спальні мішки, сонячні лампи, термоси та рушники. Крім того, зимовими куртками та черевиками будуть забезпечені 62 250 осіб.
4. 18 000 осіб мають бути охоплені шляхом догляду та обслуговування, що включає невеликий ремонт і підтримку систем опалення та електрики на 362 спільних майданчиках.
5. Посилити напрямок захисту, зосереджений на психосоціальній підтримці та юридичній допомозі сім'ям, надати доступ до ключової цивільної документації, а також до житла, землі та власності.
6. Встановлення генераторів, достатніх для підтримки 104 000 людей.

## Джерело
- Ukraine Situation: Moldova and Ukraine 2023-2024 UNHCR Winterization Response. UNHCR Operational Data Portal (ODP) (англ.). Процитовано 6 грудня 2023.